# Surviving Sid
Surviving Sid è un cortometraggio animato del 2008 realizzato dalla 20th Century Fox Animation in associazione con la Blue Sky Studios e distribuito da HiT Entertainment, con protagonista Sid il bradipo del franchise L'era glaciale e Scrat come cameo. È il terzo cortometraggio de L'era glaciale.
A differenza dei primi due cortometraggi de L'era glaciale, Surviving Sid si concentra su Sid e su un piccolo gruppo di cuccioli che partono per il campeggio. Nei primi due cortometraggi il ruolo principale era di Scrat.

## Trama
Due settimane dopo il secondo film, Sid, il bradipo, porta un gruppo di scolari in campeggio, dimostrandosi una guida non all'altezza con i piccoli che non si divertono. Scrat, in una piccola apparizione, ha ingoiato la sua ghianda e sta lottando per mandarla nello stomaco, la tossisce e gli viene rubata.
Durante il campeggio, Sid lascia alcuni cuccioli in qualche modo traumatizzati. Sid cerca di raccogliere un fiore, ma in qualche modo questo porta alla caduta di un albero, che colpisce una roccia, che provoca una reazione a catena e colpisce una serie di rocce di grandi dimensioni, fino a colpire un grande iceberg. L'iceberg poi scolpisce una valle a forma di U, che Sid in seguito nomina il Grand Canyon. Successivamente i cuccioli si arrabbiano tanto con Sid che lo legano.
Alla fine, 20.000 anni dopo, al giorno d'oggi, un padre e un figlio castoro guardano oltre il Grand Canyon con il figlio che chiede al padre chi l'ha fatto. Il padre risponde: "Solo la natura può fare cose simili. La natura è un essere di infinita saggezza".

## Doppiatori
| Personaggi               | Doppiatore originale | Doppiatore italiano |
| ------------------------ | -------------------- | ------------------- |
| Sid                      | John Leguizamo       | Claudio Bisio       |
| Claire, la Palaeotherium | Emily Osment         | Agnese Marteddu     |
| Cindy, l'oritteropo      | Maria Lark           | Sara Labidi         |
| Whiny, il castoro        | Shane Baumel         | Manuel Meli         |
| Scrat                    | Chris Wedge          | Chris Wedge         |

## Distribuzione
Il cortometraggio è stato pubblicato nel Blu-ray e DVD di Ortone e il mondo dei Chi, che è stato rilasciato nel Regno Unito il 20 ottobre 2008 e negli Stati Uniti il 9 dicembre 2008.
A partire da luglio 2009, è disponibile anche come "Video Podcast" gratuito nell'iTunes Store e su PlayStation Network.